# René Soulier
Pour les articles homonymes, voir Soulier (homonymie).
René Soulier, né le 29 septembre 1911 à La Bourboule et mort le 22 mai 1991 à Cébazat, est un athlète français.

## Biographie
René Soulier est champion de France du 800 mètres en 1936. 
Il est éliminé en séries du 800 mètres aux Jeux olympiques d'été de 1936 à Berlin.